# گوئیسما

گوئیسما شهری در شهرستان ایپلسه در استان بازگا در بورکینافاسوی مرکزی است و جمعیت آن ۳۲۸ نفر است.